# Stäppliljesläktet
Stäppliljesläktet (Eremurus) är ett växtsläkte med blommande växter i familjen afodillväxter. Släktet innehåller cirka 45 arter och de förekommer i Ukraina, Turkiet, Mellanöstern, Centralasien och Kina. Flera arter odlas som prydnadsväxer i Sverige.
Fleråriga örter med korta, kraftiga jordstammar. Rötterna är många och köttiga. Bladen sitter i rosett, basala, linjära. Blomstängeln är ogrenad och längre än bladen, med små stödblad och en toppställd klase. Blommorna sitter en och en per stödblad, de är tvåkönade. Hyllebladen bildar en klocklik, skålformad eller rörformad krona, de är fria eller förenade vid basen och har 1-5 nerver. Frukten är en rundad kapsel med tre rum.